# Synomelix longitarsis
Synomelix longitarsis är en stekelart som först beskrevs av William Harris Ashmead 1902.  Synomelix longitarsis ingår i släktet Synomelix och familjen brokparasitsteklar. Inga underarter finns listade i Catalogue of Life.